# Saccopharynx hjorti
Saccopharynx hjorti is een straalvinnige vissensoort uit de familie van pelikaanalen (Saccopharyngidae). De wetenschappelijke naam van de soort is voor het eerst geldig gepubliceerd in 1938 door Bertin.